# Кејп Џирардо (Мисури)
Кејп Џирардо (енгл. Cape Girardeau) град је у америчкој савезној држави Мисури.

## Демографија
По попису из 2010. године број становника је 37.941, што је 2.592 (7,3%) становника више него 2000. године.
| Група             | 2000.          | 2010.          |
| Белци             | 30.650 (86,7%) | 30.432 (80,2%) |
| Афроамериканци    | 3.288 (9,3%)   | 4.839 (12,8%)  |
| Азијати           | 400 (1,1%)     | 718 (1,9%)     |
| Хиспаноамериканци | 388 (1,1%)     | 1.046 (2,8%)   |
| Укупно            | 35.349         | 37.941         |